# أنور حسن
أنور حسن هو لاجئ أويغوري اُعتقل لأكثر من سبع سنوات من قِبل الولايات المتحدة في معتقل غوانتانامو في كوبا، وكان رقم الاعتقال المسلسل الخاص به 250. وهو واحد من اثنين وعشرين معتقلًا من الأويغور في غوانتانامو.

## اللجوء في بالاو
في يونيو 2009 أعلنت حكومة بالاو أنها سوف تمنح اللجوء المؤقت لبعض المعتقلين الأويغور في غوانتانامو. أرسلت حكومة بالاو وفد إلى غوانتانامو لمقابلة من تبقى من المعتقلين الأويغور؛ لكن بعض المعتقلين الأويغور رفض مقابلة الوفد. وفي النهاية عرضت حكومة بالاو اللجوء على 12 من أصل 13 من المعتقلين الأويغور. حيث رفضت حكومة بالاو منح اللجوء إلى واحد من الأويغور لأنه يعاني من اضطراب عقلي ناجم عن الاحتجاز مدة طويلة.
وفي 31 أكتوبر 2009 تم نقل أدهم ماميت، وأحمد طورسون، وعبد الغفار عبد الرحمن، وأنور حسن، وداود عبد الرحيم، وعادل نوري إلى بالاو.